# فایق ساکار
فایق ساکار (انگلیسی: Faik Sakar؛ زادهٔ ۱۴ ژانویهٔ ۲۰۰۸) بازیکن فوتبال اهل آلمان است که در حال حاضر برای لایپزیگ در پست هافبک بازی می‌کند.
وی همچنین در تیم‌های ملی فوتبال زیر ۱۵ سال و زیر ۱۶ سال آلمان بازی کرده است.